# Jasmin Hahn

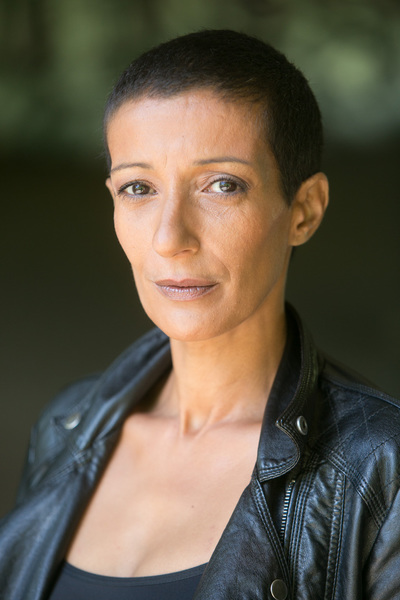
Jasmin Hahn (2016)

Jasmin Hahn (* 6. Dezember 1971 in Jülich als Yasmin Ait-Jidar) ist eine deutsche Schauspielerin und Rezitatorin.

## Biografie
Jasmin Hahn wurde im Alter von 17 Jahren vom Regisseur Martin Gies entdeckt und spielte unter seiner Regie ihre erste größere Rolle in einer Episode der Serie Peter Strohm. Ab 1995 spielte sie die Hauptrolle der „Schwester Kim“ in der Serie Notaufnahme. 
Seit 1998 hält sie Leseinszenierungen ab und spielt am Theater. 2016 spielte sie „Pun“ in der Henrik-Ibsen-Verfilmung Hedda.

## Filmografie (Auswahl)
- 1991: Peter Strohm (Fernsehserie, eine Folge)
- 1995: Balko (Fernsehserie, eine Folge)
- 1995: Notaufnahme (Fernsehserie, 13 Folgen)
- 1998: Tatort: Allein in der Falle
- 1998: Unter uns
- 1999: Alarm für Cobra 11 (Fernsehserie, 2 Folgen)
- 2000: Für alle Fälle Stefanie (Fernsehserie, eine Folge)
- 2003: V (Kurzfilm)
- 2004: Zwischen Liebe und Tod
- 2008: Das Papst-Attentat
- 2006: Doppelter Einsatz (Fernsehserie, eine Folge)
- 2016: Hedda